# 奈焦內什島
奈焦內什島是俄羅斯的島嶼，屬於北地群島的一部分，位於十月革命島以東的拉普捷夫海，由克拉斯諾亞爾斯克邊疆區負責管轄，最高點海拔高度44米，島上無人居住。